# NGC 4367
NGC 4367 је двојна звезда у сазвежђу Девица која се налази на NGC листи објеката дубоког неба.
Деклинација објекта је + 12° 10' 58" а ректасцензија 12h 24m 35,1s. Привидна величина (магнитуда) објекта NGC 4367 износи 14,3.